# Röstläge (sång)
Ett röstläge (stämma) är ett frekvensomfång (register) som används vid sång. Beroende på individuella förutsättningar, skolning och träning kan en sångare sägas ha ett eller flera röstlägen. Röstläget liksom klangfärgen kan förändras beroende på sångarens utveckling och ålder.

## Röstlägen
Den traditionella indelningen i röstläge är från hög till låg: sopran, alt, tenor, baryton och bas. Ibland, framförallt i operamusik, talar man också om mellanlägen: mezzosopran (mellan alt och sopran), tenorbaryton och basbaryton.
Röstlägen är egentligen inte förknippade med sångarens kön.[källa behövs] I gosskörer sjunger pojkar sopran och både pojkar och vuxna män kan där sjunga altstämman. När vuxna män sjunger alt kallas de altister eller countertenorer. En del blandade körer har också kvinnliga tenorer. Manliga sopraner (sopranister, falsettister och kastrater) var vanliga under barocken men falsettister förekommer också i vår tid i ensembler som specialiserat sig på äldre vokalmusik och i sånggrupper som Chanticleer, King's Singers och Take 6.
I körsång är den vanliga indelningen från hög till låg: sopran, alt, tenor och bas. Om körsatsen består av fler än fyra stämmor delas oftast stämmorna in i förstasopran (sopran 1), andrasopran (sopran 2), etc., men ibland används också i körmusik beteckningarna mezzosopran, baryton, etc. vid stämdelningar.
På engelska heter altstämman i körer oftast contralto. Kontraalt på svenska betecknar oftast en mycket låg kvinnlig alt. Sopranstämman i engelsk musik för gosskör betecknas oftast treble.

## Röstfack
Röstläge bör inte förväxlas med röstfack, som är en beteckning på den typ av röst som ett visst sångparti eller en roll kräver. Där förekommer ytterligare begrepp som till exempel koloratursopran, lyrisk tenor, etc. Röstfacket är beroende av partiets tessitura och register.

## Omfång

### Vuxna
Omfång och register för den mänskliga sångrösten varierar från person till person, det finns dock förutsägbara skillnader i röstläge mellan kvinnor, män och barn. När män och kvinnor sjunger samma melodi i samma tonart sjunger män vanligtvis en oktav lägre. Kvinnor och barn sjunger i samma oktav men kvinnor har större omfång och kan ofta sjunga lägre toner. Vuxnas röster brukar delas in enligt följande:
| Kvinnoröster | Ungefärligt omfång |
| ------------ | ------------------ |
| Sopran       | c1 – c3            |
| Mezzosopran  | a – g2             |
| Alt          | g – e2             |
| Mansröster   | Ungefärligt omfång |
| Tenor        | c – a1             |
| Baryton      | A– g1              |
| Bas          | F– d1              |

### Barns sångröster
Barns röster är ljusare än vuxnas vilket kan vara ett problem när barn ska sjunga tillsammans med vuxna. Att barnen sjunger på de vuxnas villkor kan leda till att barnen tystnar, eller att de pratsjunger, brummar, piper, mumlar eller skriker med risk för heshet och skador på stämbanden.
| Barnröster |
| ---------- |
| Flickor    |
| Pojkar     |

## Röst- och instrumentomfång
Nedan redovisas en jämförelse mellan den mänskliga rösten och olika musikinstrument.